# جينا كروفورد
جينا كروفورد (بالإنجليزية: Gina Crawford)‏ هي تريثلت نيوزيلندية، ولدت في 24 ديسمبر 1980 في كرايستشرش في نيوزيلندا.

## وصلات خارجية
- جينا كروفورد على موقع اتحاد الترياتلون الدولي (الإنجليزية)
- جينا كروفورد على موقع IAT Triathlon Database (الإنجليزية)